# Washington (Massachusetts)
Pour les articles homonymes, voir Washington.
Washington est une ville du comté de Berkshire dans l'État du Massachusetts. Elle a été fondée en 1760.
Sa population était de 538 habitants en 2010.

## Démographie
| Groupe            | Washington | Massachusetts | États-Unis |
| ----------------- | ---------- | ------------- | ---------- |
| Blancs            | 99,1       | 80,4          | 72,4       |
| Autres            | 0,9        | 19,6          | 27,6       |
| Total             | 100        | 100           | 100        |
|                   |            |               |            |
| Latino-Américains | 1,9        | 9,6           | 16,7       |

Selon l'American Community Survey, pour la période 2011-2015, 97,35 % de la population âgée de plus de 5 ans déclare parler anglais à la maison, alors que 1,32 % déclare parler une langue africaine et 1,32 % l'italien.